# European League maschile 2009
La VI European League di pallavolo maschile si svolse dal 5 giugno al 19 luglio 2009. Dopo la fase a gironi che si disputò dal 5 giugno al 12 luglio, la fase finale, a cui si qualificarono le prime tre squadre classificate tra i tre gironi di qualificazione, più il Portogallo, paese ospitante, si svolse dal 18 al 19 luglio a Portimão, in Portogallo. La vittoria finale andò per la prima volta alla Germania.

## Squadre partecipanti
| - Austria - Belgio - Bielorussia - Croazia - Germania - Grecia | - Portogallo - Regno Unito - Romania - Slovacchia - Spagna - Turchia |

## Gironi
| Gruppo A                           | Gruppo B                       | Gruppo C                                  |
| ---------------------------------- | ------------------------------ | ----------------------------------------- |
| Croazia Regno Unito Spagna Turchia | Belgio Germania Grecia Romania | Austria Bielorussia Portogallo Slovacchia |

## Fase finale

### Finali 1º e 3º posto -Portimão
|  | Semifinali | Semifinali | Semifinali |          |        | Finale          | Finale          | Finale          |  |
|  |            |            |            |          |        |                 |                 |                 |  |
|  | Spagna     | Spagna     | 3          |          |        |                 |                 |                 |  |
|  | Spagna     | Spagna     | 3          |          |        |                 |                 |                 |  |
|  | Slovacchia | Slovacchia | 1          |          |        |                 |                 |                 |  |
|  | Slovacchia | Slovacchia | 1          |          | Spagna | Spagna          | 2               |                 |  |
|  |            |            |            |          | Spagna | Spagna          | 2               |                 |  |
|  |            |            | Germania   | Germania | 3      |                 |                 |                 |  |
|  | Portogallo | Portogallo | Germania   | Germania | 3      | 0               |                 |                 |  |
|  | Portogallo | Portogallo |            |          |        | 0               |                 |                 |  |
|  | Germania   | Germania   | 3          |          |        | Finale 3º posto | Finale 3º posto | Finale 3º posto |  |
|  | Germania   | Germania   | 3          |          |        |                 |                 |                 |  |
|  |            |            |            |          |        |                 |                 |                 |  |
|  |            |            |            |          |        | Slovacchia      | Slovacchia      | 0               |  |
|  |            |            |            |          |        | Slovacchia      | Slovacchia      | 0               |  |
|  |            |            |            |          |        | Portogallo      | Portogallo      | 3               |  |

## Classifica finale
| Pos | Squadra     | Rosa                                                         |
| --- | ----------- | ------------------------------------------------------------ |
|     | Germania    | Template:Germania maschile pallavolo European League 2009    |
|     | Spagna      | Template:Spagna maschile pallavolo European League 2009      |
|     | Portogallo  | Template:Portogallo maschile pallavolo European League 2009  |
| 4   | Slovacchia  | Template:Slovacchia maschile pallavolo European League 2009  |
| 5   | Turchia     | Template:Turchia maschile pallavolo European League 2009     |
| 6   | Belgio      | Template:Belgio maschile pallavolo European League 2009      |
| 7   | Bielorussia | Template:Bielorussia maschile pallavolo European League 2009 |
| 8   | Grecia      | Template:Grecia maschile pallavolo European League 2009      |
| 9   | Regno Unito | Template:Regno Unito maschile pallavolo European League 2009 |
| 10  | Romania     | Template:Romania maschile pallavolo European League 2009     |
| 11  | Austria     | Template:Austria maschile pallavolo European League 2009     |
| 12  | Croazia     | Template:Croazia maschile pallavolo European League 2009     |

|  | Qualificata alle qualificazioni alla World League 2010 |